# 1-硝基丙烷
1-硝基丙烷（1-NP）(示性式：CH3CH2CH2NO2)是硝基烷。在常溫常壓下是无色液体，是2-硝基丙烷（2-NP）的位置異構物。可做有機溶剂。

## 製備
1-硝基丙烷在工业上通过丙烷与硝酸反应制得。该反应會形成四种硝基烷：硝基甲烷，硝基乙烷，1-硝基丙烷和2-硝基丙烷。 在通过氣態丙烷的硝化反應中制备2-硝基丙烷時，1-硝基丙烷是反應副產物。

## 用途
大多数工業生成的會作為合成其他化合物的反應物。少數會作為溶剂型涂料、溶剂型油墨、粘合剂，以及化学反应的溶剂。 

## 接觸對人體的危害性
1-硝基丙烷对人体有毒，可能会损害肾脏和肝脏。蒸气对肺和眼睛有刺激性，最大暴露率为25 ppm。目前並無科學證據證明其是否為致癌物。

## 可進行的化學反应
1-硝基丙烷在加熱時會分解成有毒氣體。它还會与氧化剂和強鹼發生劇烈反应。